# Sony Xperia U
Sony Xperia U (модельний номер — ST25i, інші назви — Sony Ericsson Kumquat) — смартфон із серії Sony Xperia, розроблений компанією Sony, анонсований 26 лютого 2012 року на Mobile World Congress. Панель у нижній частині телефону є змінним. Телефон поставляється з чотирма кришками: рожевим, білим, жовтим і чорним.

## Розробка
Було виявлено наприкінці 2011 року, що Sony Ericsson працював над ST25i,  а 20 січня 2012 р, стався витік фотографії моделі незакінченого телефону, кодований Kumquat. 23 січня була розкрита назва як Sony Xperia U. Це був один з перших телефонів, де відкинутий бренд Sony Ericsson на користь Sony, оскільки 16 лютого, Sony завершила викуп частки Ericsson Mobile Communications у Sony Ericsson і перейменувала бренд на Sony Mobile Communications.
Смартфон був представлений у Барселоні у Великій Британії 28 лютого 2012 року до Mobile World Congress у березні 2012 року і була випущена у всьому світі 15 травня 2012 року.

## Дизайн
Передня частина Xperia U майже на 90% складається зі скла, яке виглядає повністю чорним, коли екран вимкнено, а задня частина злегка вигнута для комфорту, як на Xperia S і Xperia P. Він має прозору смужку з підсвіченою світловою панеллю внизу, яка висвітлюється, коли користувач натискає кнопку, або під час перегляду зображень чи музики, вибираючи домінуючий колір на зображенні. Під прозорою лінією присутня панель, яку можна замінити. Освітлена лінія використовується на користувацьких ромах, щоб показати сповіщення, оскільки світлодіодне повідомлення телефону занадто темне, щоб бути дійсно помітним.

## Характеристики смартфону

### Апаратне забезпечення
Смартфон працює на базі двоядерного процесора ST-Ericsson NovaThor U8500, що працює із тактовою частотою 1 ГГц (архітектура ARMv7), 512 МБ оперативної пам’яті і використовує графічний процесор Mali 400 для обробки графіки. Пристрій також має внутрішню пам’ять об’ємом 8 ГБ (користувачеві доступно 4 ГБ, 2 ГБ на систему і 2 ГБ на встановлені додатки), без можливості її розширення за допомогою картки пам'яті. Апарат оснащений 3,5-дюймовим (88,9 мм відповідно) екраном із розширенням 480 x 854 пікселів, тобто з щільністю пікселів 280 ppi, що виконаний за технологією TFT. Він підтримує мультитач, High Definition Reality з мобільним BRAVIA engine від Sony і здатний відображати 16 777 216 кольорів. Підсвічувальна лінія в нижній частині телефону може змінювати колір, щоб адаптуватися до кольору, відображеного на екрані, під час використання програм альбому та walkman; можна завантажити сторонні програми, щоб змінити колір.
В апарат вбудовано 5-мегапіксельну основну камеру, що може знімати HD-відео (720p) із частотою 30 кадрів на секунду. У наявності також 0,3-мегапіксельна фронтальна камера яка спроможна на якість, рівня VGA. Дані передаються через роз'єм micro-USB, який також підтримує USB On-The-Go. Щодо наявності бездротових модулів Wi-Fi (802.11b/g/n), Bluetooth 2.1, DLNA, вбудована антена стандарту GPS + ГЛОНАСС. Весь апарат працює від змінного Li-ion акумулятора «Sony BA600» ємністю 1320 мА·г, що може пропрацювати у режимі очікування 260 годин (10,8 дня), у режимі розмови — 6.60 години, і важить 110 грам. 

### Програмне забезпечення
Смартфон Sony Xperia U постачався з встановленою Android 2.3 «Gingerbread», але 28 вересня в деяких країнах або операторах було оновлено до версії 4.0.4 «Ice Cream Sandwich». Користувачі можуть вибрати, зберегти операційну систему «Gingerbread» або, за допомогою Sony PC Companion або Bridge для Mac, вони могли б оновити до Ice Cream Sandwich; Однак повернення до «Gingerbread» офіційно не підтримується.
Xperia U інтегрований із Facebook і має оболонку Timescape. Інтерфейс має головний екран із п’ятьма панелями, (які не можна видалити чи добавити ще) із чотирма прикріпленими ярликами внизу, на всіх панелях (по два з обох боків, по середині список програм, проте бічні ярлики можна замінити). Присутні власні віджети Sony, годинник Timescape (з присутністю окремої програми) і альбом фото/відео Mediascape (на Ice Cream Sandwich програма вже відсутня). Він також має сертифікацію PlayStation Mobile, що дозволяє користувачам грати в ігри PlayStation Suite, і підключений до Sony Entertainment Network, що дозволяє користувачам отримувати доступ до Music & Video Unlimited. Xperia U також сертифікований DLNA. 
17 грудня 2012 року Sony підтвердила, що Xperia U не буде оновлено до Android 4.1 «Jelly Bean», через несумісність апаратного забезпечення. Пізніше компанія Sony повідомила, що Xperia U не була оновлена через малу кількість оперативної пам'яті. На форумі XDA Developers доступні різні неофіційні оновлення. Таким чином, телефон може працювати на Android 4.4 або навіть 5.1.1. Єдині функції, які не підтримуються більшістю неофіційних оновлень мікропрограм, це FM-радіо та аудіо через Bluetooth. Для інсталяції більшості оновлень потрібен розблокований завантажувач і рутований телефон.

## Критика
Xperia U отримав високу оцінку від критиків, деякі називали його як бюджетну версію Xperia P та Xperia S. Критики похвалили Xperia U за присутність двоядерного процесора, високоякісного дисплея та 5-мегапіксельної камера, але був розкритикований за застаріле програмне забезпечення і відсутність змінних накопичувачів. 
Ресурс PhoneArena поставив апарату 7.5 із 10 балів, сказавши, що «Sony відкинула декілька речей, наприклад слот розширення пам'яті і воголостійкий корпус, щоб Xperia U мав прийнятну ціну». До плюсів дизайн і апаратне забезпечення («у своїй ціновій категорії»), камера («2 секунди для запуску»), якість дзвінків, якість дзвінків, прозорі вставки, до мінусів — якість відео менше ніж заявлено, відсутність слоту розширення пам'яті, відсутність водовідштовхувального покриття.
TechRadar поставив 4/5, сказавши, що «Sony Xperia U міцний, добре зібраний смартфон, що управляє високочіткісним і якісним екраном за допомогою середньостатистичного апаратного забезпечення». Сподобались екран, процесор, батарея, не сподобались — розмір внутрішньої пам'яті, відсутність слоту розширення пам'яті, камера.
CNET UK поставив оцінку 4/5, сказавши, що «для любителів Android, що шукають дешевий смартфон для використання додатків і вебсерфінгу, Xperia U гідний претендент». Плюсами смартфону названо процесор, зміна кольорів вставок, мінусами — відсутність слоту розширення пам'яті, не всім сподобаються кольорові індикатори настрою.

### Відео
- Огляд Sony Xperia U від PhoneArena (англ.)
- Повний огляд Sony Xperia U [Архівовано 5 липня 2012 у Wayback Machine.] від MrThaibox123 (англ.)

### Огляди
- Деніель П. Огляд Sony Xperia U [Архівовано 7 травня 2013 у Wayback Machine.] на сайті PhoneArena (англ.)
- Ґарі Катлек. Огляд Sony Xperia U [Архівовано 28 березня 2013 у Wayback Machine.] на сайті TechRadar (англ.)
- Наташа Ломас. Огляд Sony Xperia U [Архівовано 1 березня 2013 у Wayback Machine.] від CNET UK (англ.)